# Yarlagadda Ramavaram
Y. Ramavaram hay đầy đủ là Yarlagadda Ramavaram là một mandal thuộc huyện East Godavari, bang Andhra Pradesh, Ấn Độ.